# Station Bjerka
Station Bjerka  is een spoorwegstation in Bjerka in fylke Nordland in Noorwegen. Het station werd geopend in 1942 en ligt aan Nordlandsbanen. Het huidige stationsgebouw dateert uit 1993.